# کلیتوریس‌برداری
کلیتوریس‌برداری (clitoridectomy)، یا عمل برداشتن کلیتوریس‌، جراحی، کوتاه کردن یا برداشتن جزئی کلیتوریس می‌باشد.  این اقدام به ندرت به عنوان یک روش درمانی، مانند زمانی که سرطان در کلیتوریس ایجاد شده یا گسترش پیدا کرده است، استفاده می شود، . اغلب در نوزادان اینترسکس انجام می شود. معمولاً برداشتن کلیتوریس به روش غیر پزشکی به منظور ختنه زنان (FGM) انجام می گردد.

## کاربردهای پزشکی

### شرایط بدخیم
کلیتوریس برداری اغلب برای حذف بدخیمی یا بافت مرده کلیتوریس انجام می شود. این امر گاهی اوقات همراه با ولوکتومی کامل انجام می شود. همچنین ممکن است به دلیل پرتو درمانی در ناحیه لگن، جراحی ضروری شود.
برداشتن کلیتوریس ممکن است به دلیل بدخیمی یا ضربه باشد.

### بیناجنسی و شرایط دیگر
نوزادان دختر دارای ژن کاریوتایپ که آلت تناسلی آن ها دچار هیپرپلازی مادرزادی آدرنال است، تحت عمل واژینوپلاستی قرار می‌گیرند که معمولا اندازه کلیتوریس را بدون برداشتن کامل آن کاهش می‌دهد. اندازه غیر معمول کلیتوریس به دلیل عدم تعادل غدد درون‌ریز در رحم ایجاد می‌شود.
دیگر دلایل برای جراحی شامل مشکلاتی میکروفالوس و افرادی که فقدان عضو مولریان(فقدان عضو واژن) دارند می شود.
چنین درمانی‌هایی بر روی کودکان نگرانی را در زمینه حقوق بشر برمی‌انگیزد.

### نگرانی های حقوق بشری
کلیتوریس برداری رایج ترین شکل ختنه زنان است. سازمان بهداشت جهانی (WHO) تخمین می زند که کلیتورکتومی بر روی 200 میلیون دختر و زن که در حال حاضر زنده هستند انجام شده است. مناطقی که اغلب کلیتوریس برداری ها در آنجا انجام می شود شامل آسیا، خاورمیانه و نواحی غرب، شمال و شرق آفریقا است. این رویه درمیان مهاجرانی که از این مناطق مخاجرت کرده‌اند نیز وجود دارد. اکثر جراحی ها به دلایل فرهنگی یا مذهبی انجام می شود.
کلیتوریس برداری در زنانی با شرایط بیناجنس وقتی در دوران کودکی یا تحت فشار انجام شود بحث‌برانگیز است. زنان بیناجنس که در معرض چنین رفتاری قرار می‌گیرند، از از دست دادن حس فیزیکی و استقلال خود صحبت کرده‌اند. در سال‌های اخیر، چندین نهاد حقوق بشری از مدیریت جراحی زودهنگام با چنین ویژگی‌هایی انتقاد کرده‌اند.
در سال 2013، در یک مجله پزشکی فاش شد که چهار ورزشکار زن نخبه، که نامشان برده نشد، از کشورهای در حال توسعه، پس از اینکه آزمایش تستوسترون نشان داد که آنها دارای شرایط بین جنسیتی هستند، تحت اخته کردن و کلیتوریس برداری جزئی قرار گرفتند. در آوریل 2016، گزارشگر ویژه سازمان ملل در امور بهداشت، داینیوس پوراس، این درمان را به عنوان نوعی ختنه زنان "در صورت عدم وجود علائم یا مسائل بهداشتی که این روش ها را توجیه کند" محکوم کرد.

## همچنین ببینید
- واژینوپلاستی
- بیش از حد جنسی